# Kislapás
Kislapás (szlovákul Malý Lapáš) község Szlovákiában, a Nyitrai kerületben, a Nyitrai járásban. Újmajor (korábban Új Lapás, szk. Nový Dvor) tartozik hozzá.

## Fekvése
Nyitrától 7 km-re, keletre fekszik.

## Története
Lapás falut 1113-ban a zobori apátság birtokainak összeírásában említik először, de a mai Kislapás falu csak a 15. században keletkezett Lapás határában. Először 1474-ben "Kyslapas" alakban említik. 1787-ben 36 házában 212 lakos élt. Lakói főként mezőgazdasággal, szőlőtermesztéssel foglalkoztak.
Vályi András szerint: "LAPAS. vagy Lámpás, Kis, és Nagy Lapas. Két elegyes tót falu Nyitra Várm. földes Urai több Uraságok, lakosai katolikusok, Kis Lapas, Nagy Lapasnak filiája, fekszenek Nyitrához egy mértföldnyire, határbéli földgyeik közép termékenységűek, egyéb javaik ollyanok mint Csáládé."
Fényes Elek így ír a faluról: "Lápas (Kis és Nagy), két tót falu, Nyitra vmegyében, a lévai országutban, Nyitrától 1 mfldnyire. Az elsőben van 131 kath., 3 zsidó; a másodikban 450 kath., 11 zsidó lakos." Archiválva 2007. szeptember 27-i dátummal a Wayback Machine-ben
Nyitra vármegye monográfiája szerint: "Kis-Lapás, kis tót falu, a Zsibricza-völgyben, Nyitrától keletre, 182 r. kath. vallásu lakossal. Postája Nagy-Lapás, táviró- és vasúti állomása Nyitra. E falu már a XII. század elején várbirtok volt. Későbbi földesurai a Juhász, Toronyossy és Ernyey családok voltak. Az ide tartozó Egeri pusztán van özv. Jánoky-Rudnyánszky Johanna kastélya."
1890-ben a szlovák nyelvű többség ellenére magyar tanítót választottak. A trianoni békeszerződésig Nyitra vármegye Nyitrai járásához tartozott.
1958-ban hozzácsatolták Egeripusztát. 1960 és 1990 között Nagylapással összevonva képezte Lapás községet, ma újból önálló település.

## Népessége
| Év:            | 1994. | 2004.    | 2014.    | 2024.     |
| -------------- | ----- | -------- | -------- | --------- |
| Emberek száma: | 336   | 385      | 714      | 1514      |
| Eltérés:       |       | +14,58 % | +85,45 % | +112,04 % |

| Év:            | 2023. | 2024.   |
| -------------- | ----- | ------- |
| Emberek száma: | 1492  | 1514    |
| Eltérés:       |       | +1,47 % |

Eredendően magyar falu volt, elszlovákosodása azonban már a 18. században elkezdődött.
1880-ban 165 lakosából 145 szlovák, 9-9 német és magyar anyanyelvű. Ebből 156 római katolikus és 9 izraelita vallású volt.
1890-ben 182 lakosából 16 magyar és 154 szlovák anyanyelvű volt. Ebből 170 római katolikus és 12 izraelita vallású volt.
1900-ban 203 lakosából 22 magyar és 181 szlovák anyanyelvű volt. Ebből 202 római katolikus és 1 izraelita vallású volt.
1910-ben 212 lakosából 200 szlovák, 8 magyar és 4 német anyanyelvű volt. Ebből 208 római katolikus és 4 izraelita vallású volt.
1921-ben 262 lakosából 3 magyar és 259 csehszlovák volt. Ebből 261 római katolikus és 1 izraelita vallású volt.
1930-ban 312 lakosa mind csehszlovák és római katolikus vallású volt.
1991-ben 344 lakosából 3 magyar és 341 szlovák volt.
2001-ben 365 lakosából 359 fő szlováknak, 5 fő magyarnak, 1 pedig cseh nemzetiségűnek vallotta magát.
2011-ben 539 lakosából 516 szlovák és 11 magyar volt.
2021-ben 1206 lakosából 1170 (+5) szlovák, 13 (+3) magyar, (+2) ruszin, 13 egyéb és 10 ismeretlen nemzetiségű volt.

## Neves személyek
- Egeri pusztán született 1791-ben Jánoky Károly római katolikus plébános.
- Egeri pusztán született 1877-ben Jánoky-Madocsányi Gyula Nyitra vármegye főispánja, országgyűlési képviselő.

## Nevezetességek

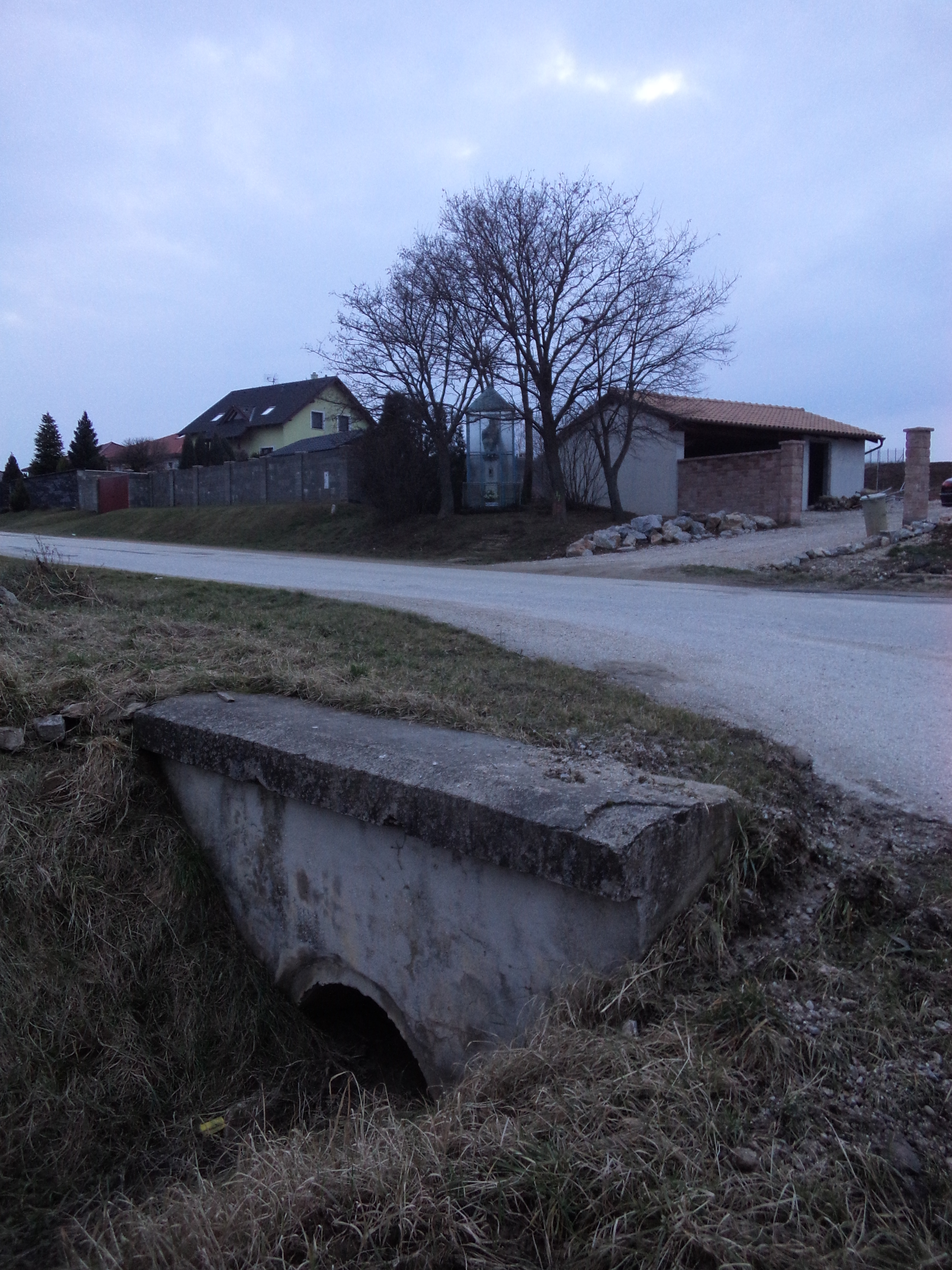
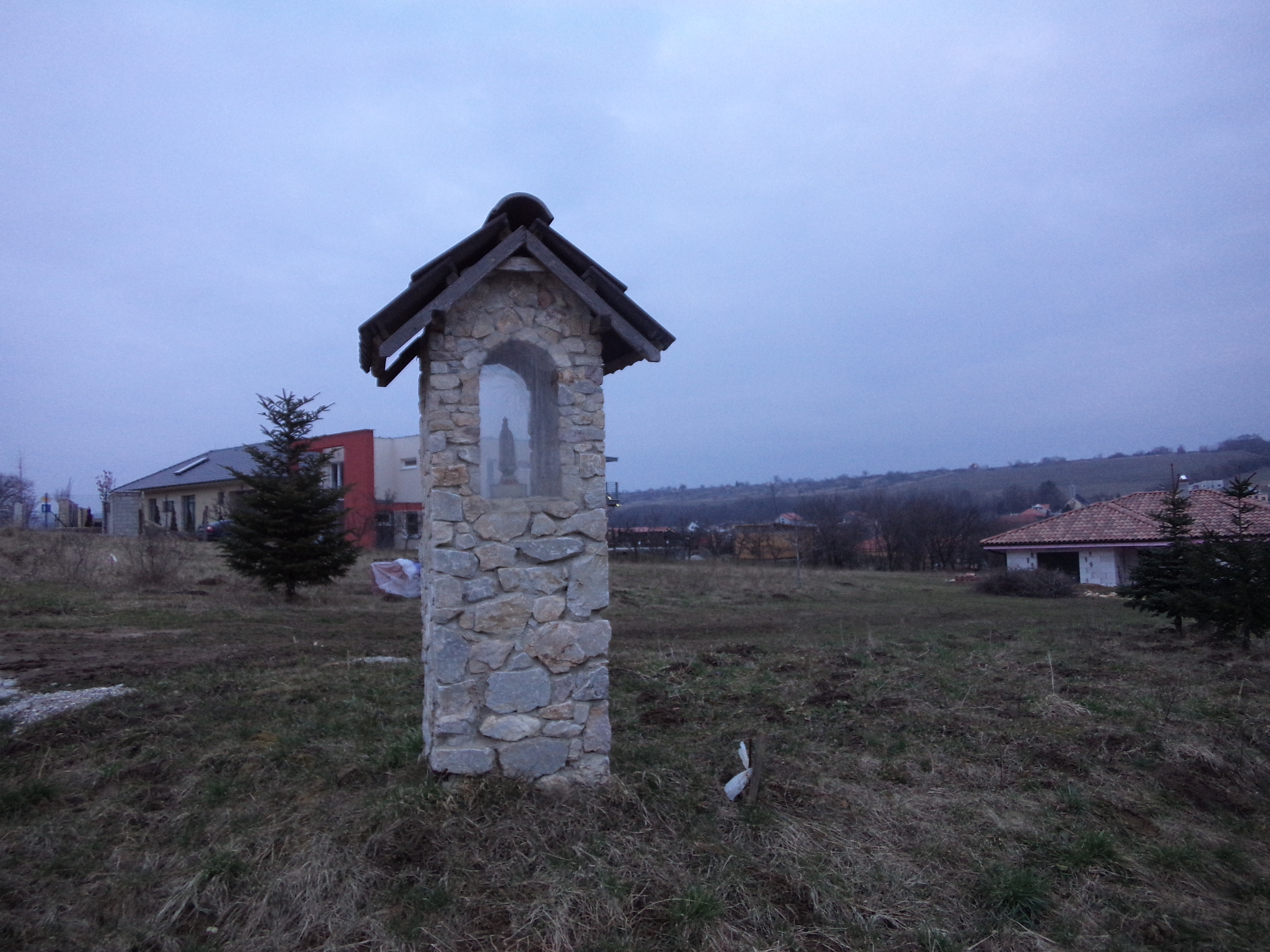
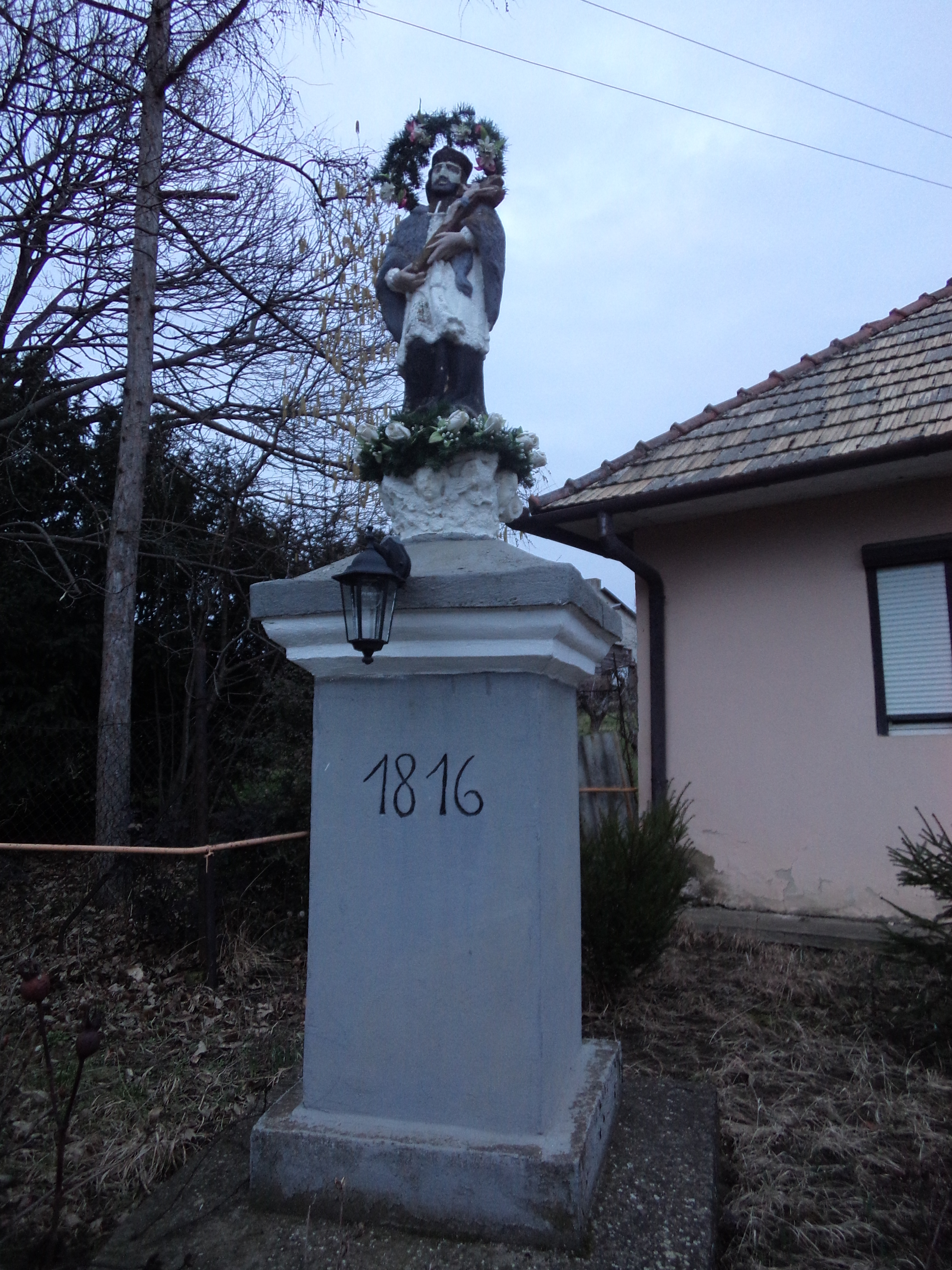
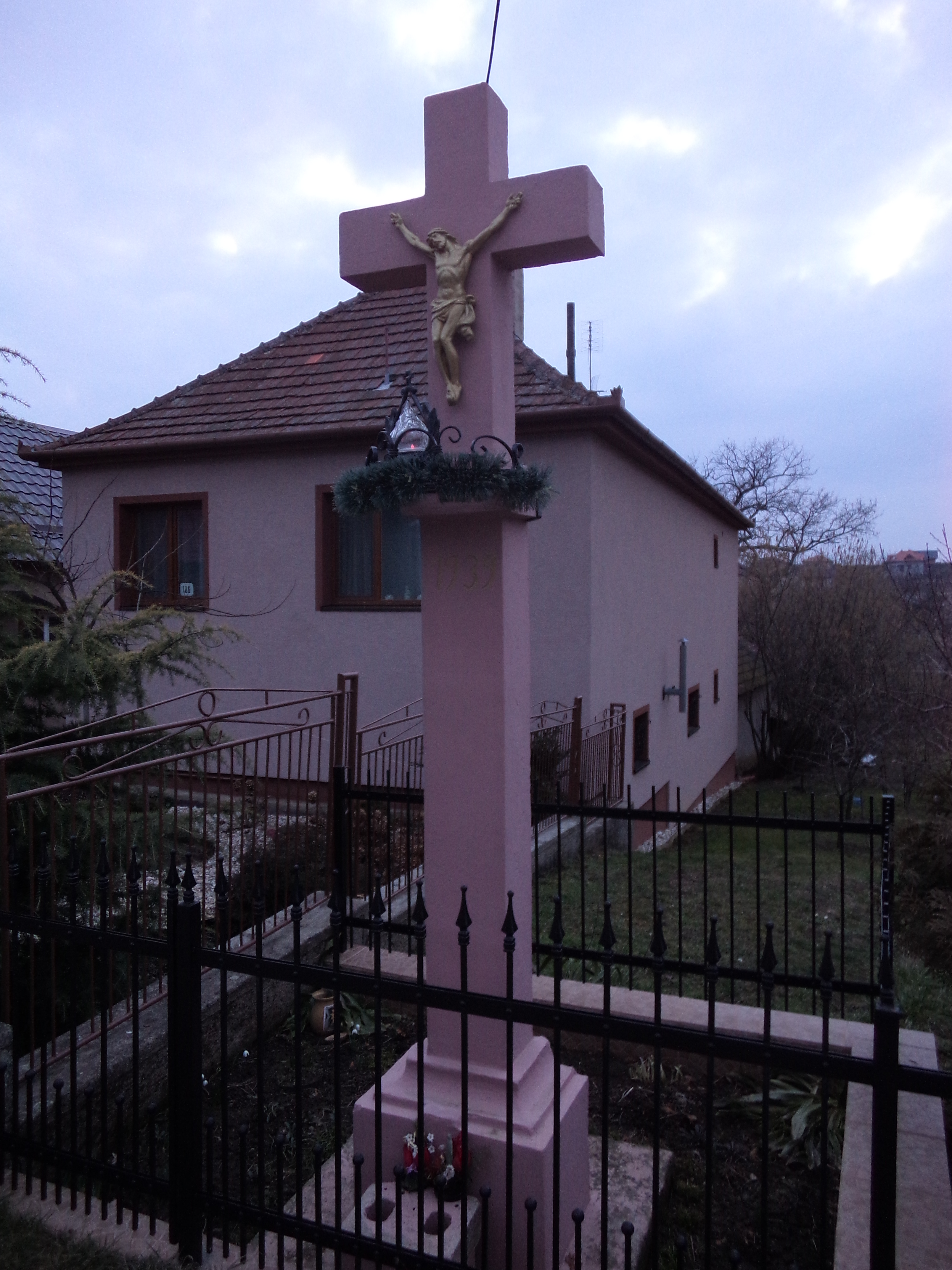

- Szent Márton római katolikus templom (1999)

## Külső hivatkozások
- Községinfó
- Kislapás Szlovákia térképén
- Travelatlas.sk
- E-obce.sk Archiválva 2008. szeptember 16-i dátummal a Wayback Machine-ben
- Kislapás a Via Sancti Martini honlapján